# Fiat G.18
El Fiat G.18 era un monoplano bimotor de línea de ala baja producido por la firma Fiat Aviazione a mediados de los años de treinta, con el propósito de ser utilizado por Avio Linee Italiane , aerolínea propiedad de la organización Fiat. Se trataba de la réplica del diseñador de la compañía Giuseppe Gabrielli a los bimotores comerciales norteamericanos de ala baja cantilever y construcción totalmente metálica Douglas DC-1 y DC-2 , sin duda, influenciado durante el breve periodo que permaneció en los Estados Unidos. 

## Desarrollo y diseño

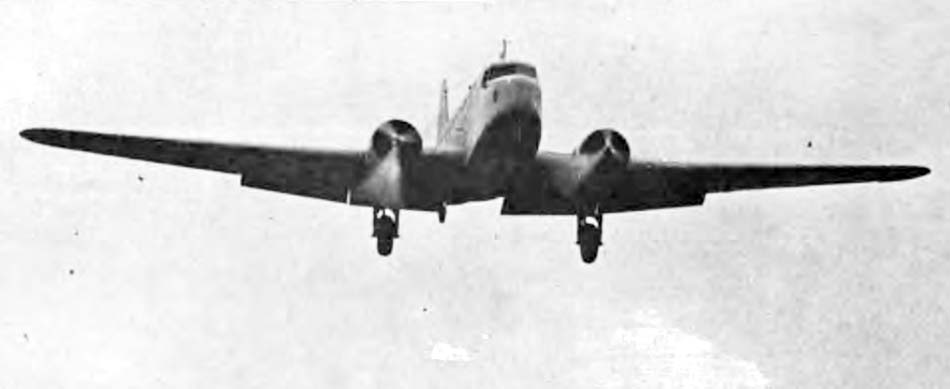
Fiat G.18

El G.18 surge para satisfacer las necesidades de la aerolínea Avio Linee Italiane (ALI), propiedad del grupo industrial FIAT, con un nuevo modelo. El proyecto está a cargo del ingeniero Giuseppe Gabrielli de Fiat Aviazione y diseñador de numerosos aviones civiles y militares.
El G.18 era un avión de aspecto convencional; un monoplano de dos motores con voladizo de ala baja de construcción totalmente metálica.
El fuselaje, de la sección ovalada, integraba la cabina situada en una posición superior para el piloto y el navegador, detrás de la cual había un operador de radio conectada a la cabina de pasajeros con una altura de 1,85 m, ancho 1,54 y longitud 8.95 m, con capacidad para 18 pasajeros. Cada asiento de pasajero estaba equipado con iluminación eléctrica y un ventilador. Se prestó especial atención a la insonorización de la cabina utilizando materiales especiales para conseguir que el largo vuelo fuera más cómodo. La cabina de pasaje contaba en su parte trasera con un pequeño compartimento para el equipaje, mercancías livianas o correo y terminaba en una cola convencional equipada con una rueda orientable
El ala, cantilever, estaba dividida en dos semi alas construidas en duraluminio y cubierta con lámina del mismo material con paneles desmontables.
El tren de aterrizaje presentaba una configuración clásica de triciclo con unidades delanteras semi-retráctiles alojadas en las góndolas del motor y con una rueda de soporte trasera debajo de la cola.
Estaba propulsado por dos motores radiales refrigerados por aire de 9 cilindros Fiat A.59R (Pratt & Whitney R-1690 Hornet construido bajo licencia en Italia) con 700 hp (515 kW ) instalados en dos góndolas de ala y protegidos por carenados tipo NACA con hélices metálicas de paso variable; aunque se preveía el uso de motores radiales alternativos de diseño y producción nacional.
El prototipo matriculado I-ELIO realizó su primer vuelo el 18 de marzo de 1935 y en las subsiguientes pruebas se constató la falta de potencia que ofrecían los motores instalados (no más allá de los 1400 hp).
Los primeros tres ejemplares producidos fueron destinados a ALI, una compañía propiedad del complejo industrial FIAT con sede en Turín, que opera desde los primeros meses de 1936. Después de los primeros vuelos, se destacó de nuevo, la poca potencia para su uso previsto y, la aerolínea solicitó una versión más potente. Para superar el problema, la empresa constructora recurrió a un rediseño parcial de algunos detalles; la cola se modificó mediante la adopción de una deriva de diseño diferente y estabilizadores con refuerzos; también se decidió reemplazar los motores A.59R originales con un par de los más potentes radiales de 18 cilindros en doble estrella, enfriados por aire y equipados con un compresor Fiat A.80 RC.41 con 1000 hp (750 kW).
En esta configuración y designados Fiat G.18V se produjeron seis unidades, todos entregados a ALI, que se utilizaron para cubrir algunas rutas de enlace desde Roma, Turín, Milán y Venecia con nueve países europeos.
En junio de 1940, con la entrada de Italia en guerra, ALI fue puesta bajo el control de la Regia Aeronautica bajo el nombre de Nucleo Comunicazioni Avio Linee y los G.18 se utilizaron como transportes y entre otras operaciones, llevaron tropas y pertrechos a Albania en noviembre de 1940 como parte de la campaña contra Grecia . Cuatro G.18 se perdieron en accidentes operacionales durante la guerra; en el momento del armisticio italiano,  solo un ejemplar seguía en funcionamiento, con otros tres capturados por los alemanes y un quinto avión en uso por la Aeronautica Nazionale Repubblicana. Este último avión estuvo involucrado en un importante accidente el 30 de abril de 1944 cuando cargado de municiones, explotó en la pista de Bresso ; la deflagración causó considerables daños en el aeródromo.

## Especificaciones técnicas (Fiat G.18V)
Referencia datos: Enciclopedia Ilustrada de la Aviación. Vol.7 pag. 1797 Ed. Delta, Barcelona. 1982 Vol.7 ISBN 84-85822-65-X

### Características generales
- Envergadura: 25,00 m
- Altura: 5,01 m
- Superficie alar: 88,25 m²
- Peso vacío: 7200 kg
- Peso máximo al despegue: 10800 kg
- Planta motriz: radial 18 cilindros en doble hilera, turbocargado y enfriado por aire Fiat A.80 RC.41.
  - Potencia: 758 kW (1045 HP; 1031 CV) cada uno.

### Rendimiento
- Velocidad nunca excedida (Vne): 400 km\h
- Velocidad crucero (Vc): 340 km\h
- Alcance: 1675 km